# Litoria iris
Litoria iris – gatunek górskiego płaza bezogonowego z podrodziny Pelodryadinae w rodzinie rzekotkowatych (Hylidae).

## Taksonomia
Obecnie uważa się, że pod tą nazwą kryje się więcej niż jeden gatunek.
Epitet gatunkowy iris to łacińskie słowo oznaczające tęczę (a także tęczówkę).

## Występowanie
Płaz ten jest endemitem Nowej Gwinei i spotykany jest od indonezyjskiej części gór Star Mountains na wschód przynajmniej po Okapa w Papui-Nowej Gwinei. Jedno izolowane stwierdzenie pochodzi też z gór Hunstein Mountains w papuańskiej prowincji Sepik Wschodni. Jak podaje IUCN, zasięg występowania zwierzęcia jest rozczłonkowany, na danym obszarze zwykle zajmuje on tylko część strumieni, w których mógłby żyć.
Ten górski gatunek występuje na wysokościach zawierających się pomiędzy 800 a 2000 metrów nad poziomem morza.
Za swe siedlisko płaz ten obrał bagna i okolice niewielkich strumieni o powolnym nurcie w wilgotnym lesie równikowym. Radzi sobie także w środowisku zdegradowanym przez człowieka.

## Rozmnażanie
Rozród odbywa się na bagnach, w rowach i strumieniach o wolnym przepływie wody. Kijanki, wykluwając się, spadają do wody z jaj złożonym na roślinach nad powierzchnią zbiornika wodnego.

## Status
Liczebność gatunku nie zmniejsza się ani nie ulega wzrostowi.